# 1924 na ciência

## Eventos
- Wolfgang Pauli: Princípio de exclusão de Pauli
- Edwin Hubble: descoberta de que a Via Láctea é apenas uma das muitas galáxias
- Louis de Broglie introduz o modelo de onda da estrutura atômica, baseado na ideia de Dualidade onda-corpúsculo.[1]

## Nascimentos
| Data            | Nome                         | Profissão                           | Nacionalidade                         | Observações | Ref                                              |
| --------------- | ---------------------------- | ----------------------------------- | ------------------------------------- | --- | ------------------------------------------------ |
| 19 de Janeiro   | Jean-François Revel          | filósofo, escritor e jornalista     | Terceira República Francesa           | m. 2006 |                                                  |
| 13 de janeiro   | Paul Feyerabend              | filósofo da ciência                 | Áustria                               | m. 1994 |                                                  |
| 23 de janeiro   | Michael James Lighthill      | matemático                          | Reino Unido                           | m. 1998 Medalha Copley 1998 Medalha Real 1964 Medalha Timoshenko 1963 | [ 2 ] [ 3 ] [ 4 ]                                |
| 3 de Fevereiro  | Edward Palmer Thompson       | historiador                         | Reino Unido                           | m. 1993 |                                                  |
| 5 de fevereiro  | Constance Charlotte Dilworth | física                              | Reino Unido                           | m. 2004 |                                                  |
| 10 de fevereiro | Léon Van Hove                | físico                              | Bélgica                               | m. 1990 |                                                  |
| 20 de fevereiro | Gerson Goldhaber             | físico e astrofísico                | Estados Unidos                        | |                                                  |
| 1 de março      | Gerson Goldhaber             | físico e astrofísico                | Estados Unidos                        | |                                                  |
| 15 de março     | Donald Slayton               | astronauta                          | Estados Unidos                        | m. 1993 |                                                  |
| 21 de março     | Harry Lehmann                | físico                              | República de Weimar                   | m. 1998 Medalha Max Planck 1967 | [ 5 ]                                            |
| 3 de maio       | Isadore Singer               | matemático                          | Estados Unidos                        | Prémio Abel 2004 Prêmio Memorial Bôcher 1969 Prémio Leroy P. Steele 2000 | [ 6 ] [ 7 ]                                      |
| 11 de maio      | Antony Hewish                | físico e astrofísico                | Reino Unido                           | Nobel da Física 1974 Medalha Hughes 1977 | [ 8 ] [ 9 ]                                      |
| 10 de junho     | Friedrich Ludwig Bauer       | cientista da computação             | República de Weimar                   | |                                                  |
| 11 de julho     | César Lattes                 | físico                              | Brasil                                | m. 2005 |                                                  |
| 14 de julho     | James Black                  | farmacêutico                        | Reino Unido                           | m. 2010 Nobel de Fisiologia ou Medicina 1988 Medalha Real 2004 | [ 10 ] [ 3 ]                                     |
| 1 de agosto     | Georges Charpak              | físico                              | Polónia / Terceira República Francesa | Nobel da Física 1992 | [ 8 ]                                            |
| 19 de agosto    | Willard Boyle                | físico                              | Canadá                                | Nobel da Física 2009 Prémio Charles Stark Draper 2006 | [ 8 ] [ 11 ]                                     |
| 15 de setembro  | William H. Partridge         | ornitólogo, naturalista e explorado | Argentina                             | m. 1966 |                                                  |
| 28 de setembro  | Pierre Aigrain               | professor, físico e político        | Terceira República Francesa           | m. 2002 |                                                  |
| 20 de novembro  | Benoît Mandelbrot            | matemático                          | Polónia                               | |                                                  |
| 28 de novembro  | Johanna Döbereiner           | engenheira agrónoma                 | Brasil                                | m. 2000 |                                                  |
| 11 de dezembro  | Charles Bachman              | cientista de computação             | Estados Unidos                        | Prémio Turing 1973 | [ 12 ]                                           |
| 4 de dezembro   | Frank Press                  | geofísico                           | Estados Unidos                        | Medalha de Ouro da Royal Astronomical Society 1971 Medalha Arthur L. Day 1972 Medalha William Bowie 1979 Prémio Japão 1993 Medalha Nacional de Ciências 1994 Prémio Vannevar Bush 1994 Medalha de Ouro Lomonossov 1997 | [ 13 ] [ 14 ] [ 15 ] [ 16 ] [ 17 ] [ 18 ] [ 19 ] |
| 31 de dezembro  | John Backus                  | cientista da computação             | Estados Unidos                        | m. 2007 Prémio Turing 1977 Prémio Charles Stark Draper 1993 | [ 12 ] [ 11 ]                                    |

## Mortes
| Data           | Nome               | Profissão                 | Nacionalidade                           | Observações                                        | Ref                  |
| -------------- | ------------------ | ------------------------- | --------------------------------------- | -------------------------------------------------- | -------------------- |
| 11 de março    | Helge von Koch     | matemático                | Suécia União Pessoal (Noruega / Suécia) | n. 1870                                            |                      |
| 19 de março    | David Ferrier      | neurologista              | Reino Unido da Grã-Bretanha e Irlanda   | n. 1843 Medalha Real 1890                          | [ 3 ]                |
| 2 de abril     | Eugenius Warming   | botânico                  | Dinamarca                               | n. 1841                                            |                      |
| 4 de abril     | Arnold Pick        | neurologista e psiquiatra | Império Austríaco                       | n. 1851                                            |                      |
| 29 de abril    | Ernest Fox Nichols | físico                    | Estados Unidos                          | n. 1869 Prémio Rumford 1905                        | [ 20 ]               |
| 2 de julho     | Jethro Teall       | geólogo                   | Reino Unido da Grã-Bretanha e Irlanda   | n. 1849 Medalha Bigsby 1889 Medalha Wollaston 1905 | [ 21 ] [ 22 ] [ 23 ] |
| 10 de novembro | Archibald Geikie   | geólogo                   | Reino Unido da Grã-Bretanha e Irlanda   | n. 1835 Medalha Real 1896 Medalha Wollaston 1895   | [ 3 ] [ 23 ]         |
| 21 de dezembro | Heinrich Dreser    | químico                   | Império Austríaco                       | n. 1860                                            | [ 24 ]               |
| ??             | Filip Počta        | geólogo e paleontólogo    | Áustria-Hungria                         | n. 1859                                            |                      |

## Prémios

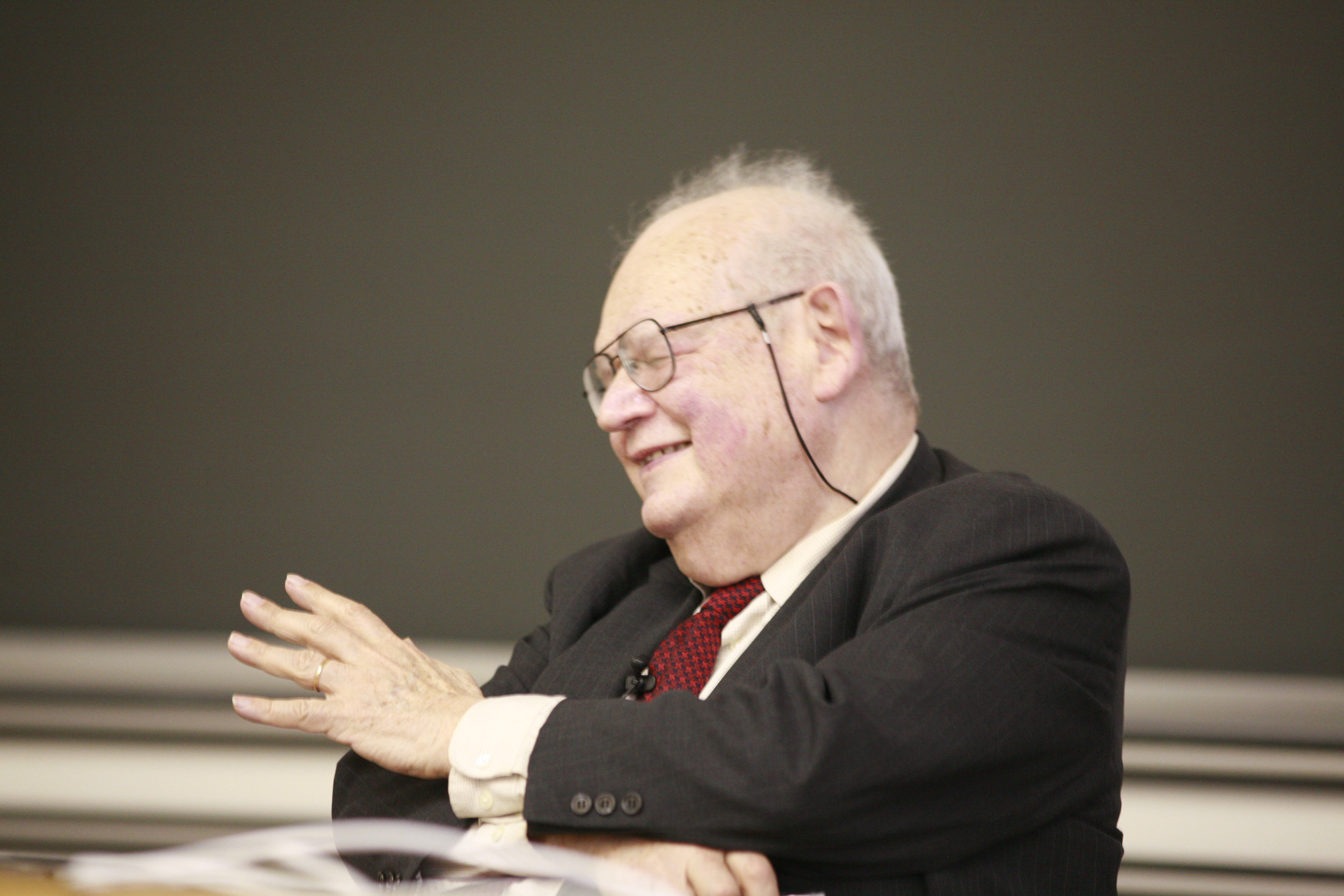
Benoît Mandelbrot (1924-)

### Medalha Alexander Agassiz
- Otto S. Pettersson[25]

### Medalha Bruce
- Arthur Stanley Eddington[26]

### Medalha Centenário de David Livingstone
- Frank Wild[27]

### Medalha Charles P. Daly
- Claude H. Birdseye[28] e Knud Rasmussen[28]

### Medalha Copley
- E. Sharpey-Schafer[2]

### Medalha Daniel Giraud Elliot
- Henri Breuil[29]

### Medalha Darwin
- Thomas Hunt Morgan[30]

### Medalha Davy
- Arthur George Perkin[31]

### Medalha Edison IEEE
- John W. Howell[32]

### Medalha Franklin
- Ernest Rutherford[33] e Edward Weston[33]

### Medalha Geográfica Cullum
- Jovan Cvijić[34]

### Medalha de Honra IEEE
- Michael Pupin[35]

### Medalha Howard N. Potts
- John August Anderson[36] e William Gaertner[36]

### Medalha John Fritz
- Ambrose Swasey[37]

### Medalha Lyell
- William Wickham King[38]

### Medalha Matteucci
- Arnold Sommerfeld[39]

### Medalha Murchison
- Walcot Gibson[40]

### Medalha de Ouro da Royal Astronomical Society
- Arthur Stanley Eddington[13]

### Medalha Real
- Dugald Clerk[3] e Henry Hallett Dale[3]

### Medalha Rumford
- Charles Vernon Boys[41]

### Medalha Wollaston
- Arthur Smith Woodward[23]

### Prêmio Memorial Bôcher
- Eric Temple Bell[6] e Solomon Lefschetz[6]

### Prémio Nobel
- Física - Karl Manne Georg Siegbahn.[8]
- Química - não atribuído.
- Medicina - Willem Einthoven.[10]

### Prémio Prestwich
- Dollfus G.-F.[42]

### Prémio Willard Gibbs
- Gilbert Newton Lewis[43]